# Манучехри
Абу-н-Наджм Ахмад ибн Каус ибн Ахмад Манучехри Дамгани (перс. ابوالنجم احمد بن قوص بن احمد منوچهری دامغانی‎, ок. 1000—1040/1041) — персидский поэт, один из выдающихся панегиристов XI века.

## Биография
Манучехри по всей вероятности провёл юные годы в Дамгане (на севере совр. Ирана). Сначала был панегиристом прикаспийских владетелей. Позднее перешел к Газневидам, правителям Восточного Ирана и Афганистана (Газневидское государство). Манучехри вместе с Унсури и Фаррохи задал высокий стандарт для будущих поэтов, особенно в жанре панегирических касыд.
По словам Джерри Клинтона, «о его жизни известно очень мало, и это немногое почерпнуто исключительно из его поэзии. Более поздние авторы тазкир расширили и исказили эту малую толику информации несколькими, легко опровергаемыми предположениями».
Деятельность Манучехри может быть датирована и локализована только по посвящениям его хвалебных стихов. Около трети его панегириков адресованы Масуду. Из остальных большинство адресовано крупным чиновникам двора Масуда. Но в некоторых стихотворениях упоминаются покровители, которых невозможно идентифицировать.
Стихи Манучехри испытали сильное влияние бедуинской арабской поэзии. Он считается изобретателем формы мусаммат (от араб. тасмит — «нанизывание бус/жемчуга на нить»), которая состоит из строф с пятью полустишиями (мисра‘) на одну рифму и шестым полустишием с опорной рифмой.